# Massive Terrestrial Strike
Massive Terrestrial Strike är det norska black metal-bandet Urgehals andra studioalbum, utgivet 1998 av skivbolaget No Colours Records.

## Låtlista
1. "The Sodomizer" – 4:45
2. "The Saturnine Denomination" – 4:59
3. "Supreme Evil" – 6:49
4. "Image of the Horned King" – 5:40
5. "Tellus død / Armageddons svøpe" – 2:02
6. "Apocalyptic Destruction" – 6:41
7. "Flames of Black Candles" – 5:47

- Text: Trondr (spår 1, 4, 6), Seculariser (spår 2), Chiron (spår 3), Aradia (spår 5), Enzifer (spår 8)
- Musik: Trondr (spår 1–6), Enzifer (spår 3, 6–8)

## Medverkande
Musiker (Urgehal-medlemmar)
- Trondr Nefas (Trond Bråthen) – sång, sologitarr
- Enzifer (Thomas Søberg) – trummor, rytmgitarr
- Chiron – basgitarr

Bidragande musiker
- Northgrove (Brede Norlund) – sångtext
- Aradia (Siw Therese Runesdotter) – sångtext